# یواس‌اس زنیا (ای‌کی‌ای-۵۱)
یواس‌اس زنیا (ای‌کی‌ای-۵۱) (به انگلیسی: USS Xenia (AKA-51)) یک کشتی است که طول آن ۴۲۶ فوت (۱۳۰ متر) می‌باشد. این کشتی در سال ۱۹۴۵ ساخته شد.